# Kromestar
Kromestar is het pseudoniem van de Londense dubstepproducer R. Kalsi, die onder het alias IronSoul ook grime produceert. Zijn derde alias is Droid.
In 1997 begon Kalsi met het maken van hiphop met Fruityloops. In 2004 werd hij bekend als Iron Soul. In 2006 brak hij door als dubstepper met Surgery, de eerste single op het label Deep Medi Musik van Digital Mystikz-lid Mala. Daarna bracht hij platen uit op verschillende platenlabels en zijn eigen Kromestar recordings. Hij treedt vaak op met Dark Tantrums en Sun of Selah, samen de groep Star Fleet Ryders. Kromestar trad in Nederland op tijdens Mysteryland, in Het Paard in Den Haag tijdens Langweiligkeit, in het Patronaat (Haarlem) en Tivoli de Helling in Utrecht, in België in Minus One, Gent.